# リヨン・ペラーシュ駅
リヨン・ペラーシュ駅（リヨン・ペラーシュえき、フランス語: Gare de Lyon-Perrache）は、フランスのリヨン中心部にある主要鉄道駅である。

## 概要
1855年にパリ・リヨン・地中海鉄道のアレクシス・サンドリエルによって建てられた。駅舎は古典的な様式で2つの屋根と旅客用建物で構成されている。
1970年代、自動車道路やインターチェンジによって景観が失われた。多くの近代的な建物で周辺が色あせたが、駅そのものは昔からの特徴を残した。プラットホームは2つの鉄骨の屋根で覆われている。当駅はパリからのTGV南東線系統のターミナル駅にもなっている。また、リヨンメトロA線や2つのトラムのターミナル駅でもある。年間利用客数は600万人である。
しかしながら、今日ではリヨンの中心駅としての役割は低下してきた。1983年のリヨン・パールデュー駅開業と駅周辺の再開発により、リヨンの中心業務地区は旧市街地の東側に移ってきた。今日ではパリやそれ以北に向かう高速列車のターミナル駅としてはパールデュー駅の優位性は揺るぎないものとなっている。

## 駅構造

### フランス国鉄

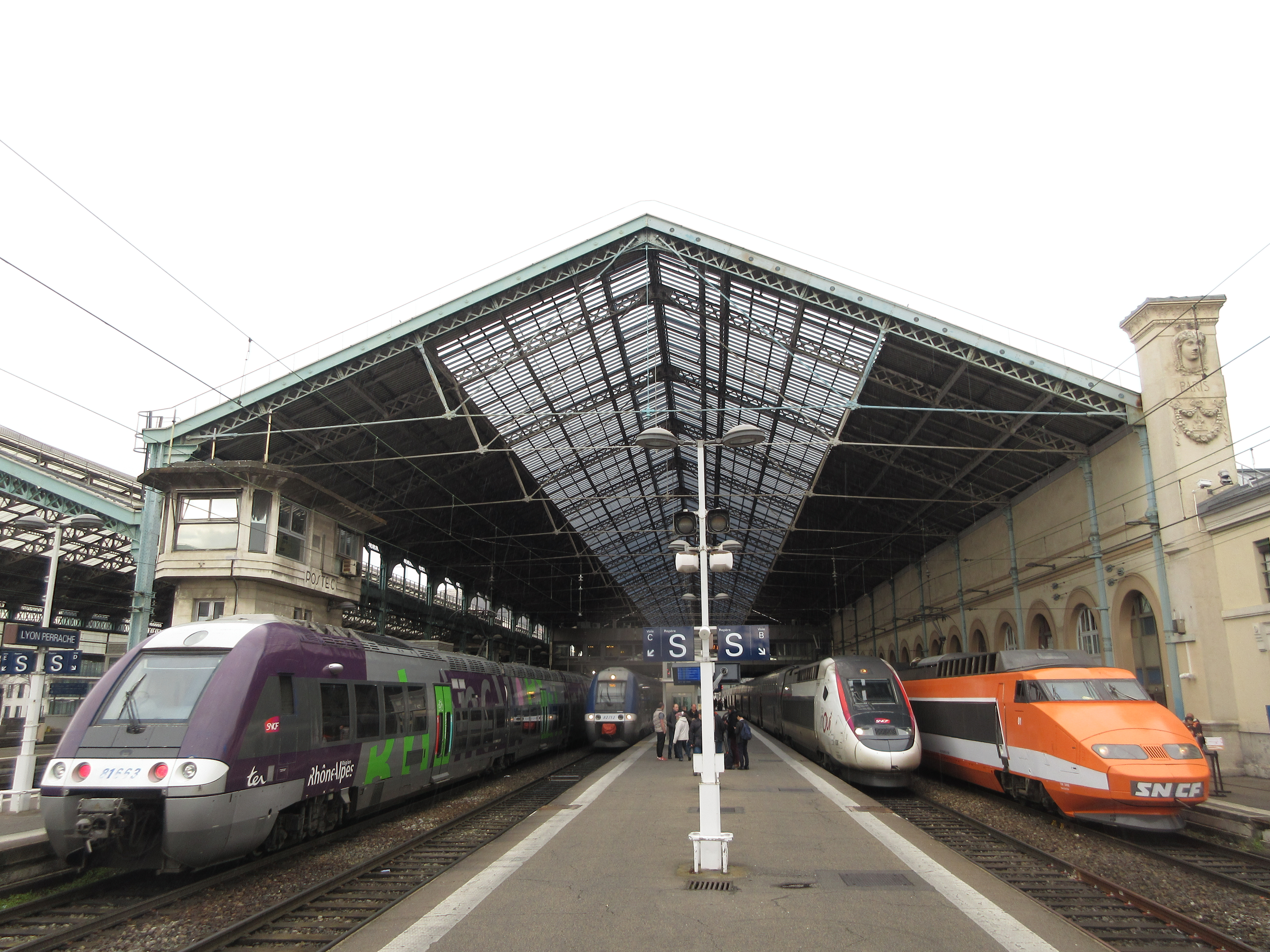
TERとTGV
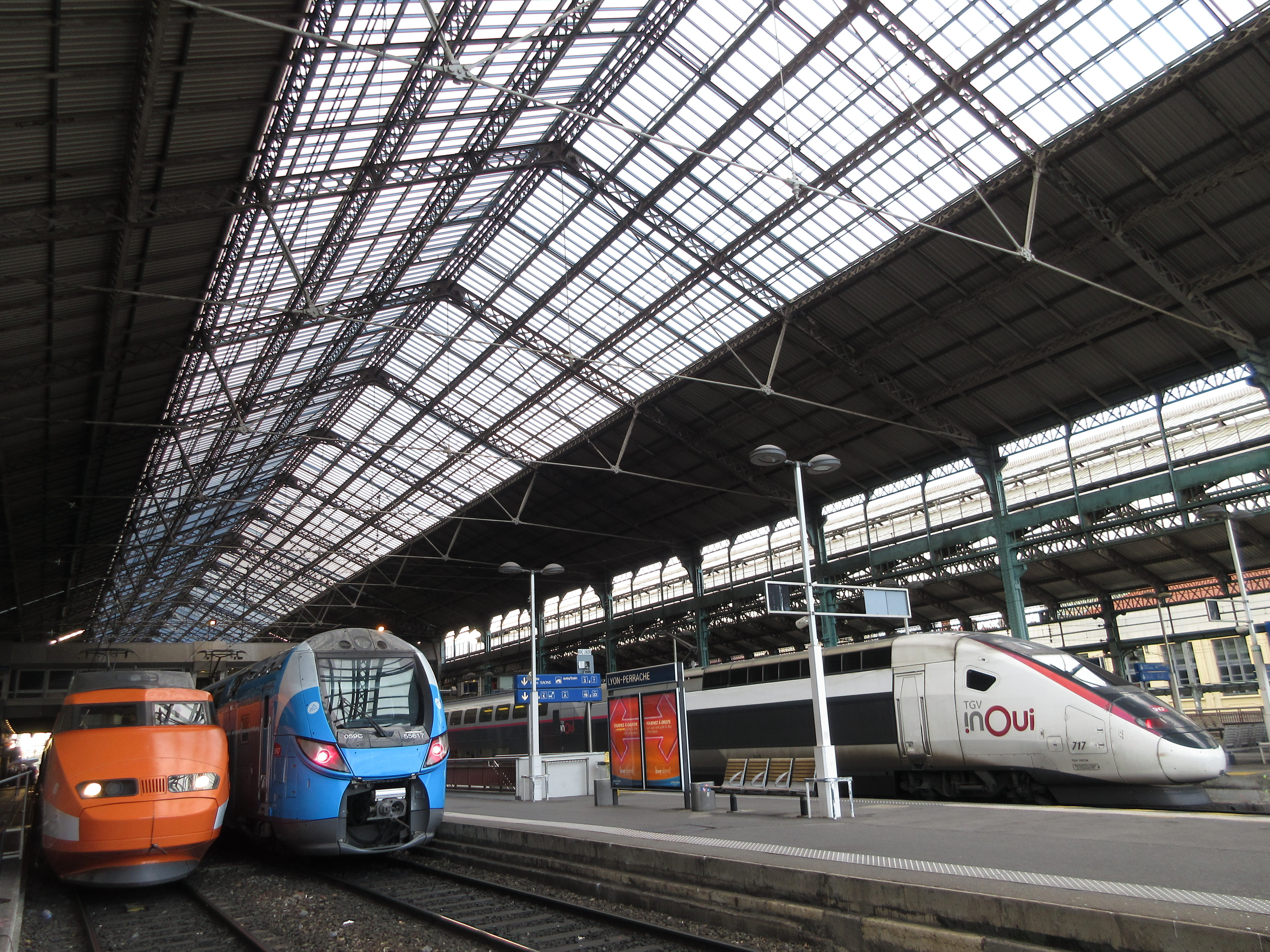
大屋根

### メトロ
相対式ホーム2面2線を有する地下駅。

## 駅周辺
- カルノ広場（フランス語版、英語版）
- リヨンカトリック大学（フランス語版、英語版）
- ブラッスリー・ジョルジュ

## 隣の駅
フランス国鉄
TGV inOui（パリ、レンヌ、ナント方面）
リヨン・ペラーシュ駅 - リヨン・パールデュー駅
TGV inOui（メス-モンペリエ間）
マコン＝ヴィレ駅 - リヨン・ペラーシュ駅 - ニーム駅
Ouigo
リヨン・ペラーシュ駅 - リヨン・パールデュー駅/マルヌ＝ラ＝ヴァレ＝シェシー駅/アヴィニョンTGV駅/ニーム＝ポン＝デュ＝ガール駅
TERオーヴェルニュ＝ローヌ＝アルプ
リヨン＝ヴァイズ駅 - リヨン・ペラーシュ駅 - リヨン・パールデュー駅/リヨン＝ジャン・マセ駅/ウラン駅/ジボール＝ヴィル駅
メトロ
■A線
ペラーシュ駅 - アンペア＝ヴィクトル・ユーゴー駅
トラム
1号線
Place des Archives電停 - ペラーシュ電停 - Quai Claude Bernard電停
2号線
Place des Archives電停 - ペラーシュ電停 - Centre Berthelot電停